# زمین‌لرزه ۲۰۱۱ گوررو
زمین‌لرزه گوررو  در تاریخ ۵ مه ۲۰۱۱ میلادی، برابر با ‎۱۵ اردیبهشت ۱۳۹۰، ساعت ۱۳:۲۴:۰۶٫۰ به زمان یوتی‌سی در مکزیک، منطقه گوررو رخ داد.ژرفای این زلزله ۱۰٫۲ کیلومتر بود. بزرگی آن ۵٫۷ در مقیاس Mw بدست آمده‌است.
بیشینهٔ شدت آن در مقیاس مرکالی، VII اعلام شده‌است.
پروژهٔ جهانی تنسور گشتاور مرکزوار پارامتر زمان مرکزوار زمین‌لرزه را با اختلاف ۴٫۳ ثانیه نسبت به زمان رخداد اشاره شده در بالا و مختصات مرکزوار را در ۱۶°۵۳′شمالی ۹۸°۴۴′غربی / ۱۶٫۸۸°شمالی ۹۸٫۷۳°غربی محاسبه کرد و همچنین، ژرفا در ۲۹٫۴ کیلومتر بدست آمده‌است. در این محاسبات زاویه‌های (راستا، شیب، ریک) گسل سازندهٔ زمین‌لرزه و صفحه عمود بر آن برابر با (°۶۰، °۱۴، ° ۲۳) یا (°۳۰۷، °۸۴، ° ۱۰۳) حاصل شده‌است.